# 平成仮面ライダー20作記念 仮面ライダー平成ジェネレーションズ FOREVER
- 仮面ライダーシリーズ
  - 仮面ライダージオウ > 平成仮面ライダー20作記念 仮面ライダー平成ジェネレーションズ FOREVER
  - 仮面ライダービルド > 平成仮面ライダー20作記念 仮面ライダー平成ジェネレーションズ FOREVER
  - 仮面ライダー電王 > 平成仮面ライダー20作記念 仮面ライダー平成ジェネレーションズ FOREVER

『平成仮面ライダー20作記念 仮面ライダー平成ジェネレーションズ FOREVER』（へいせいかめんライダーにじゅっさくきねん かめんライダーへいせいジェネレーションズフォーエバー）は、2018年12月22日より東映系で公開された日本の映画作品。平成年間に制作・公開された最後の仮面ライダー映画でもある。「平ジェネFOREVER」と略されることもある。
キャッチコピーは「時代が終わる。すべてがはじまる。」「仮面ライダーを愛してくれたあなたへ ― あなたの記憶に、彼らは生きているか。」。

## 概要
「仮面ライダー平成ジェネレーションズ」シリーズの第3弾で平成仮面ライダー20作記念映画であり、特撮テレビドラマ『仮面ライダージオウ』と『仮面ライダービルド』をメインとしたクロスオーバー作品。『ビルド』としては3本目、『ジオウ』としては1本目の劇場作品である。また、両作品のほか平成仮面ライダーシリーズ第1作である『仮面ライダークウガ』、『ジオウ』と同じくタイムトラベルを題材とした『仮面ライダー電王』、平成仮面ライダーシリーズ10周年記念作品の秋の陣にあたる『仮面ライダーW』も大きく扱われており、平成仮面ライダーシリーズの歴代主役仮面ライダーも登場する。
脚本は『ジオウ』メインライターの下山健人、監督は『ビルド』最多監督の山口恭平がそれぞれ担当。山口は本作品が劇場作品初担当である。
2018年10月14日には茨城県庁前でエキストラ約500人を動員し、県庁前4車線道路を8時間に渡って完全封鎖するという、大がかりなロケが行われた。

### 各作品との関連性
『仮面ライダービルド』
テレビシリーズの後日譚として位置付けられており、新世界の戦兎たちが登場する。

『仮面ライダージオウ』
仮面ライダージオウ ダブルアーマーおよびクウガアーマーがテレビシリーズに先駆けて登場する。また、テレビシリーズにはいずれも別人による変身、もしくは別個に召喚された存在として、EP39とEP40、EP41とEP43には本作品で登場したアナザー電王が、EP43にはアナザーダブルとアナザークウガがそれぞれ登場する。
- 白倉は、自身のTwitterで「本作品は『ジオウ』テレビシリーズとの直接的なつながりはなく、本作品はパラレルですらない完全な別物である」と発言しており、後にテレビシリーズに登場したダブルライドウォッチとクウガライドウォッチに関しても、本作品とは異なる事件を通じて入手したものとされている。

## あらすじ
高校生活を過ごす常磐ソウゴ / 仮面ライダージオウを明光院ゲイツ / 仮面ライダーゲイツとツクヨミが追いかけていたが、ソウゴは記憶が混濁しており、普段とは異なる人格になっていた。その途中、アナザーデンライナーが墜落、その中からアナザー電王が出現した。しかし、正気を取り戻したソウゴはゲイツと共にアナザー電王に立ち向かう。
同じころ、1人の少年シンゴを襲うアナザーWに桐生戦兎 / 仮面ライダービルドと万丈龍我 / 仮面ライダークローズが応戦。その途中、前の世界の記憶を失ったはずの猿渡一海 / 仮面ライダーグリスと氷室幻徳 / 仮面ライダーローグが加勢する。しかし戦いの後、幻徳やツクヨミは自分としての意識がなくなっていた。戦兎もスカイウォールのない世界が、別の何かに替わっていることに気付く。
一方、ソウゴは仮面ライダーが大好きな少年、久永アタルと出会う。アタルは謎のイマジン、フータロスと契約していた。
そのころ、アナザー電王、アナザーWを裏で操っているスーパータイムジャッカーのティードは暗躍を始め、戦兎を洗脳し、ジオウとクローズが対処している間にグリスを倒し、シンゴを連れ去ってしまう。
シンゴが敵の手に落ち、一海も負傷した絶体絶命の状況の中、アタルは「仮面ライダーは、現実の存在じゃない」という衝撃の事実を、戦兎とソウゴに伝えるのであった。

## 本作品オリジナルの登場人物
久永 アタル（）
仮面ライダー好きの高校生。2000年1月29日生まれの18歳で、ソウゴの1つ上。平成仮面ライダーの大ファン。フータロスと「仮面ライダーに会いたい」と契約しており、その契約内容が本作品での出来事におけるカギを握ることとなる。

久永 シンゴ（）
戦兎と万丈が保護した7歳の少年。特異点。ティードやアナザーライダーたちに執拗に狙われる。もうすぐ生まれてくる弟を楽しみにしているらしい。

ティード
戦兎の前に現れたスーパータイムジャッカー。他のタイムジャッカーとの関連は不明。通常のタイムジャッカーと違い、単独で行動し、平成仮面ライダー史改変ではなく、歴史そのものの完全消滅を目論んでいる。通常のタイムジャッカーが持つ時間停止以外にも、仮面ライダーの変身シークエンス強制停止、左手を使った洗脳、金色のバリアの発生など様々な能力を使う。自身の計画の障害となる特異点のシンゴを封印することで歴史が戻らないようにして平成仮面ライダーのいない歴史を作り、その世界の王に君臨しようとする。

## 本作品オリジナルの怪人
フータロス
久永アタルと「仮面ライダーに会いたい」と契約したイマジン。シンゴをティードから救うためにアタルと契約し、ソウゴと共に尽力する。
作中ではフータロスの名は呼称されていない。
ウォズが久永アタルにかざすことで生成したライダーチケットの日付は2000年1月29日。
- 名称の由来は、モモタロス同様、腕の「F」という文字要素を、「風太郎」からとって「フータロス」が正式名称となった。だが、プロデューサーの白倉が「風魔の小次郎」や「風の又三郎」を誤解していたもので、実際には「風太郎」と呼ばれるものは存在していない。
- 当時、イマジンのデザインを担当していた韮沢靖のテイストを一番理解している篠原保が担当することになった。腕の文字要素は「フェイク」。デザインイメージは、ジェスターやピエロだが、赤系の色に変えたことでその要素は薄まっている。

### アナザーライダー
アナザーW（）
仮面ライダーWの能力を持つアナザーライダーで、何者かがアナザーダブルウォッチを埋め込まれて変身した姿。体に刻印された年号は「2009」。その正体は作中で描写・言及されることはなかった。
空中を移動する際は、黒煙を纏った竜巻を生成してその中に入る。また、右半身の能力を変化させることが可能で、劇中ではルナメモリの力を宿して、腕を伸ばして攻撃した。
- 右半身はダブルの身体がミイラの包帯のように見えることからミイラにし、左半身は革ベルトにしている。エジプト風のバックルにしている。青銅色にすることで錆を血に見立てている。左右にそっぽを向いた感じで顔を付けている。
- プロデューサーの白倉伸一郎は、本作品公開からしばらく後にTwitterにて「（アナザーWの正体は）初稿にはありましたが尺が長くなりすぎて入りませんでした」と述べており、さらに後述のYouTubeでの公式配信に際し、同じくTwitter上にてファンからの質問に答える形で、正体が「元ライダーファン（現アンチ）」という、本作品のメタフィクション的な構造とも絡めた設定であったとも明かしている。

『仮面ライダージオウ』
テレビシリーズEP43にて、2019年の別個体が加古川飛流 / アナザージオウIIの配下として登場。同作品では、アナザージオウIIに召喚された存在であり、スウォルツが使役してアナザーファイズと共にウールとオーラを襲撃する。

アナザー電王（）
仮面ライダー電王の能力を持つアナザーライダーで、久永アタルがアナザー電王ウォッチを埋め込まれ、変身した姿。体に刻印された年号は「2007」。
時の列車アナザーデンライナーを使役するほか、腰に所持しているデンガッシャーに似た4本の短剣が武器。
当初は正体が不明だったが、2000年の過去の世界において、シンゴを攫おうとしたアナザーWが、シンゴを助けようとしたアタルにアナザーウォッチを埋め込んで変身させたことが判明。
- デザインイメージは、「鬼になった桃太郎」。当初は、比較的ライダー寄りにするため、モモタロスのような角を付け、身体中央の線路状は途中で破断させ、ベルトに鬼のマークを付けていたが、タイムジャッカーとは異なる魔王感を強くするため、陣羽織ではなくゴツいアーマーにし、和柄ではなくメカディテールっぽくし、角を大きくすることとなった。

『仮面ライダージオウ』
テレビシリーズEP39・EP40にも、同話数のゲストキャラクターである遠藤タクヤが変身する。年号が「2019」になった別個体として登場。本作品に登場した個体とは異なり、アナザーデンライナーは所持しておらず、2019年の現代に不時着した本物のデンライナーを狙おうとする。また、武器の短剣を振るうことで、刃物のエネルギー状を飛ばすことが可能。
EP41・EP43にもアナザージオウIIに召喚された個体が登場。

アナザークウガ
仮面ライダークウガの能力を持つアナザーライダーで、ティードが自身にアナザークウガウォッチを埋め込み、変身した姿。巨大な体躯に長い腕と背中に羽根を持ち、飛行能力を持つ。
- 巨大な人型にした体型に昆虫っぽさを随所に加えているが、オリジナルとは全体の構成を変えていない。
- アナザークウガのモーションキャプチャは、アクション監督の渡辺淳が担当している。

『仮面ライダージオウ』
テレビシリーズEP43に、別個体が加古川飛流 / アナザージオウIIの配下として登場。同作品では、アナザージオウIIに召喚された存在である。同作品では、口から火球を吐く。
また、テレビシリーズEP41では、「加古川飛流 変身の像」において、他のアナザーライダーより大きい石像として登場している。
アナザーアルティメットクウガ
アナザークウガウォッチを埋め込んだ久永シンゴとティードが融合した姿。
仮面ライダークウガ アルティメットフォームを模しており、アナザークウガよりさらに巨大化して4本の肢と4枚の羽根を持ったうえ、より昆虫然とした異形の姿になっている。口から放つ禍々しい紫色の破壊光線で攻撃する他、口から放つ光線で、平成2期の歴代戦闘員を召喚する。圧倒的な戦闘力と超能力によってジオウとビルドを追い詰めるが、人々の願いを受けて駆けつけた平成ライダーたちによって形勢が逆転。最後は平成ライダーたちの必殺技を立て続けに喰らい、変身者であるティード共々爆散した。
- 当初は、アナザークウガの下半身をより昆虫のようにした四つ脚形態となったが、モデルデータが時間的に2つ作れなかったため、先にこちらのデザイン画が先に完成され、それをベースに削ぎ落としたものがアナザークウガとなった。

## 本作品オリジナルの用語・アイテム
アナザーデンライナー
ティードたちの移動基地として機能するアナザー電王専用の時の列車。先頭車両がアナザー電王に合わせて歪んだ形状になっている。2号車以降は従来のデンライナーの客車部分と同じ外見であるが内装は従来のものを踏襲しながらも暗めな色合いとなっている。また、警笛も従来のものに低音が加えられたものとなっている。
時空トンネルで2000年1月29日から2018年12月3日に時空転移した直後、タイムマジーン（ゲイツ機）に接触し墜落、大破する。

ダブルライドウォッチ
風麺マスターが左翔太郎から預かっていたダブルの力を宿したライドウォッチ。ジオウがダブルアーマーへの変身に使用する。
フータロスがアタルとの契約を果たしたことで、元の世界に戻ったソウゴや戦兎たちが、このウォッチの力で再び、アタルのいる世界へと向かうことが出来た。
テレビシリーズEP19以降では、現代のソウゴがいつの間にか所持していた。

クウガライドウォッチ
ゲイツが2000年1月29日の九郎ヶ岳遺跡にあった先代クウガのミイラにブランクウォッチをかざすことで誕生させた、クウガの力を宿したライドウォッチ。ジオウがクウガアーマーへの変身に使用する。
テレビシリーズEP15では、2068年の未来の世界にて、オーマジオウが所持するウォッチの1つとして登場した後、テレビシリーズEP19以降では、現代のソウゴがいつの間にか所持していた。

アナザークウガウォッチ
ティードが2000年1月29日の九郎ヶ岳遺跡にて、先代クウガのアークルにブランクウォッチをかざすことで生成したウォッチ。
アナザークウガ・アナザークウガアルティメットへの変身に使用する。

アナザー電王ウォッチ
アナザーダブルが所持していたアナザーウォッチ。2000年1月29日にて、久永アタルに埋め込み、アナザー電王へと変身させることに使用した。

モジモジ堂、nasuvi（ナスビ）
仮面ライダーが虚構となっている世界におけるクジコジ堂とnascita。
- ロケ地はクジコジ堂とnascitaの外観に使用している店が、内観も含めて使用されている。また、万丈龍我役の赤楚衛二は、nascitaの外観が映るシーンのロケを行っていなかったため、現場を訪れるのはこれが初だったと語っている。

タイムマジーン（クウガモード）
タイムマジーン（ジオウ機）にクウガライドウォッチの力が付加された形態。ジオウがクウガアーマーで搭乗する。
アナザークウガとの戦闘にて使用しており、ビークルモードで体当たりした際に、封印のリント文字が浮かんだ。

タイムマジーン（ビルドモード）
タイムマジーン（ゲイツ機）にビルドライドウォッチの力が付加された形態。ツクヨミの応急処置と戦兎の修理を経てビルドが搭乗する。
アナザークウガとの戦闘にてジオウ機と共闘。

## キャスト
- 常磐ソウゴ / 仮面ライダージオウ - 奥野壮
- 桐生戦兎 / 仮面ライダービルド - 犬飼貴丈
- 明光院ゲイツ / 仮面ライダーゲイツ - 押田岳
- 万丈龍我 / 仮面ライダークローズ - 赤楚衛二
- ツクヨミ - 大幡しえり
- 石動美空 - 高田夏帆
- ウォズ - 渡邊圭祐
- 猿渡一海 / 仮面ライダーグリス - 武田航平
- 氷室幻徳 / 仮面ライダーローグ - 水上剣星
- 久永アタル / アナザー電王 - 福崎那由他
- 久永シンゴ - 斎藤汰鷹
- アタルの父 - 中川ひろあき
- アタルの母 - 高田衿奈
- 小和田 - 鈴木励和
- 同級生 - 西蒼竜
- 風麺マスター - どうきひろし『仮面ライダーW』
- 幼いアタル - 岡本夕弦
- 街の人たち - 篠宮暁、亞喜泰斗、佐藤弥益、村山俊輔、大内彩加、須月勇汰、根岸孝輔、蔵田純、前崎洋一、宮本蒼士、町田流唯、藤森輝、谷天翔、中西瞬祐、高橋幸奈、坂本奈々、岡本美央、黒岩竜之介、山下結詩、加藤武琉、成田風雅、加世田京、ドニマル、コスモフ、モンジュウロウ
- ティード - 大東駿介
- 野上良太郎 - 佐藤健『仮面ライダー電王』[4][42]
- オーナー - 石丸謙二郎『仮面ライダー電王』
- 常磐順一郎 - 生瀬勝久

### 声の出演
- モモタロス - 関俊彦『仮面ライダー電王』
- ウラタロス - 遊佐浩二『仮面ライダー電王』[4]
- キンタロス - てらそままさき『仮面ライダー電王』
- リュウタロス - 鈴村健一『仮面ライダー電王』
- 仮面ライダーアギト - 賀集利樹『仮面ライダーアギト』[42]
- 仮面ライダー龍騎 - 須賀貴匡『仮面ライダー龍騎』[42]
- 仮面ライダーディケイド - 井上正大『仮面ライダーディケイド』[42]
- 仮面ライダーゴースト - 西銘駿『仮面ライダーゴースト』[42]
- アナザーダブル - 伊藤健太郎
- フータロス - 滝藤賢一

### スーツアクター
- 仮面ライダージオウ[43]、仮面ライダー電王[4]、モモタロス[4]、仮面ライダーファイズ[43] 、仮面ライダークウガ[44][45] - 高岩成二
- 仮面ライダービルド[44] - 中田裕士
- 仮面ライダーゲイツ[46] - 縄田雄哉
- 仮面ライダークローズ[46]、仮面ライダー電王[47] - 永徳
- 仮面ライダーグリス[48][43] - 神前元
- 仮面ライダーディケイド[44] - 渡辺淳
- 岡田和也
- アナザーダブル[49] - 浦家賢士
- 岡元次郎
- リュウタロス[4] - おぐらとしひろ
- 仮面ライダークウガ[44] - 富永研司
- 高田将司
- 蔦宗正人
- 石上龍成
- 青木哲也
- 竹内康博
- 蜂須賀祐一
- 蜂須賀昭二
- 喜多川2tom
- 渡辺実
- 清家利一
- 大林勝
- 本多剛幸
- 細川晃弘
- 伊藤茂騎
- 久田悠貴
- 三上真司
- 松本城太郎
- 塚越靖誠
- 近藤雄太
- 酒井和真
- 豊田泰史
- 竹中凌大
- 小野祐輔
- 松原凛
- 福田圭佑
- 内田卓斗
- 坂梨由芽
- 佐野夏未
- 中井絢子
- 北野瑠那
- 五十嵐睦美
- 山崎千夏
- 林本奈々
- 杉森菜摘
- 一瀬佐季
- 三輪澄歩
- 豪
- 前田りょうが
- 石黒鉄二
- 佐々木駿也
- 剣士郎
- 佐渡山貴仁
- 清水麟太郎
- 来夢
- 榮桃太郎
- 加藤勉
- 佐藤慎也
- 平野アキム
- 中西奨
- 塚本卓矢
- 富江洋平
- 白井雅士
- 加藤正樹
- 田崎直輝
- 青木芳治
- 鈴木大樹
- 高嵜百花
- 松岡航平
- 中川和貴
- 平野兼椰
- 堀田慶斗
- 原隆太
- 上平田結花
- 吉田光
- 齊藤謙也
- 小森拓真
- 草野伸介
- 松本直也
- 仮面ライダークウガ（バイクスタント）[50][51] - 成田匠[注釈 1]
- 仮面ライダークウガ（バイクスタント）[44] - 成田亮[注釈 1]

## スタッフ
- 原作 - 石ノ森章太郎
- 脚本 - 下山健人
- 脚本監修 - 小林靖子（電王パート[4]）
- 音楽 - 川井憲次、佐橋俊彦
- 製作 - 手塚治（東映）、亀山慶二（テレビ朝日）、間宮登良松（東映ビデオ）、野田孝寛（アサツー ディ・ケイ）、木下直哉（木下グループ）、垰義孝（バンダイ）
- 企画 - 中川昌義（東映）、加藤和夫（東映ビデオ）、柴田邦彦（アサツー ディ・ケイ）、小助川典子（木下グループ）、金木勲（バンダイ）
- 撮影 - 上赤寿一（WING-T）
- 照明 - 斗沢秀
- 美術 - 大嶋修一
- 録音 - 堀江二郎
- 編集 - 佐藤連
- スクリプター - たかいわれいこ
- 助監督 - 塩川純平
- 制作担当 - 𠮷川和也
- ラインプロデューサー - 佐々木幸司
- 絵コンテ - 伊藤そうあ
- アクション監督補 - 渡辺淳
- プロデューサー補 - 小出大樹
- キャラクターデザイン - 田嶋秀樹（石森プロ）、小林大祐（PLEX）
- クリーチャーデザイン - 篠原保[注釈 9]
- 「ジオウ&ビルド」製作委員会（東映、テレビ朝日、東映ビデオ、アサツー ディ・ケイ、木下グループ、バンダイ）
- 製作プロダクション - 東映テレビ・プロダクション
- スーパーバイザー - 小野寺章（石森プロ）
- エグゼクティブプロデューサー - 佐々木基（テレビ朝日）
- プロデュース - 白倉伸一郎・武部直美・大森敬仁（東映）、井上千尋（テレビ朝日）、古谷大輔（アサツー ディ・ケイ）、菅野あゆみ
- 特撮監督 - 佛田洋（特撮研究所）
- アクション監督 - 宮崎剛（ジャパンアクションエンタープライズ）
- 監督 - 山口恭平
- 配給 - 東映[注釈 1]

## 音楽
『電王』のテーマは当時のスコアを元に新しく尺に合わせて書いている。
主題歌「仮面ライダー平成ジェネレーションズFOREVER メドレー D.A. RE-BUILD MIX」
編曲 - 浅倉大介
『クウガ』から『ジオウ』までの平成仮面ライダー主題歌20曲のリミックス曲。

## 制作
監督の山口は、『ビルド』のテレビシリーズ撮影終了後にVシネクスト『ビルド NEW WORLD 仮面ライダークローズ』を経て本作品に参加した。山口は、脚本の下山や東映プロデューサーの白倉伸一郎が記念作品であることから気合を入れており、本作品での脚本は10稿以上におよんだことを証言しているほか、こだわった要素として仮面ライダーの特徴であるバイクとキックを挙げている。バイクは一部を除いて主役ライダーのマシンを実車で登場させており、早い段階で整備を依頼して実現に至った。キックは以前の映画のような一斉にキックを放つのではなく、各ライダーが個々にキックを放つ、キック技を持たないライダーは共通点が多い他のライダーとまとめる形をとっており、個々の持ち味を強調している。
企画段階でのアイディアは全くなく、さまざまなことを検討していくうちに、「平成仮面ライダー史」という物語の構想もあったが、フィクションの世界の歴史を描くこととなってしまい現実の「平成」とリンクしていないことになること、また仮面ライダーを支持していた視聴者がいたからこその平成仮面ライダーの歴史であることから、平成最後と銘打った本作品はストーリー的に矛盾しようが、「平成仮面ライダーがファンや観客のほうを向いている」というメッセージを持つこととなり、メタフィクション的な要素の作品にすることによって観客内での現実というものの中で、仮面ライダーという作品がどういう意味を持ち得たのかを考え方のベースにしている。タイムトラベルを題材としていた『電王』や、風都という特殊世界を舞台とした『W』はテレビシリーズで地続きの世界で登場させることは難しいため、それを逆手にとって本作品でフィーチャーすることとなり、平成仮面ライダーの第1作目である『クウガ』もそのものが「平成仮面ライダー史」を描く本作品のテーマになるため、物語に絡めることとなった。ジオウとビルドが強敵に苦戦する中で、次々とレジェンドが駆けつけて最大スケールの大激戦に突入する、という映画では「FOREVER」というタイトルや、キャッチコピーの「時代が終わる。すべてがはじまる」というものを表現できていないため、そういったやり方をすべて更地にして、アート系の内容になる可能性もあったが、それでも異なる方向から攻めることとなった。
メタフィクション構造とした理由について、白倉は「平成仮面ライダー」という括り自体が現実世界から観た分類であるため、それを扱う作品はメタにならざるを得ないと述べている。また、白倉は同じメタフィクション作品であった『ウルトラマンティガ・ウルトラマンダイナ&ウルトラマンガイア 超時空の大決戦』が前例としてあったからできたというが、同作品には別世界のウルトラマンを共存させるためで現実世界というギミックが用意されていたのに対し、本作品のテーマについては、平成ライダーを総決算するにあたって「東日本大震災の時にオーズまでの仮面ライダーは何をしていたのか」ということを切り離すことはできず、「現実の津波や原発事故に対して何もしてくれなかった。テレビの向こうで偉そうにしている仮面ライダーに対して憎悪すら感じて冷めざるを得なかったのでは？」という問題にケリをつけなければ平成は語ってはいけないと思い、平成ライダーが平成を名乗っている割に平成という時代を背負っていない、すなわち「現実に仮面ライダーは存在しない」という事実を突きつけられた当時の子供たちと向き合うことが必要であると定義したうえで、『仮面ライダー電王』の「記憶こそが時間」という理論を応用し、仮面ライダーは虚構だが視聴者の心の中には存在しているということを掲げている。
本作品の裏テーマとして、仮面ライダーが実在するフィクションの世界ではなく、平成仮面ライダーシリーズという概念が存在し、テレビで放送されている現実世界そのものに近い世界を舞台としているが、先代クウガとイマジン、ティードが存在しており、フータロスによってテレビの世界の仮面ライダーや怪人が各作品の世界から現れるというメタフィクション構造となっている。したがって、作中の現実にクウガは存在しないが、先代クウガは歴史に存在しており、ティードがその力を得てアナザークウガになることで現実にライダーを創り出し、虚構に存在するライダーを消滅させるものとなった。
ティード役の大東駿介は、東映プロデューサーの大森敬仁による推薦で起用された。プロデューサーの理想のキャスティングをリストアップした中で一番上に記述してあったのが大東であり、本人に「ラスボスです」と言ったところ、快諾したという。また、フータロスの声を務めた滝藤賢一もティード役の大東同様、理想のキャスティングで選出された。アタル役の福崎那由他とシンゴ役の斎藤汰鷹はオーディションで選ばれ、山口は「二人とも他の候補者とは特に輝きが違った」と述べている。
野上良太郎役の佐藤健の出演はファンサービスのサプライズであり、台本には該当シーンの箇所は印刷しない、撮影スケジュール表には当日は一般のスタッフは撮休として関係者を遮断する、製作委員会にも伏せ、ダミー映像で演奏した音楽を録音する、初号関係者試写で該当シーンをカットする、試写会を行わないなど数々の情報統制が行われた。また、佐藤が主演を務めた『るろうに剣心 京都大火編』で福山雅治がサプライズに近い形で出演したことが話題になったことから、佐藤が所属するアミューズからサプライズで出演するという話になり、1シーンのみの出演であったことと、俳優の知名度の面だけで注目され、今回本人が出演することの意味が伝わらなくなるという危惧があったため、予告にも出さないシークレットでの出演となった。白倉は、前年冬映画の『平成ジェネレーションズFINAL』がレジェンドキャストの出演を大々的に宣伝した結果、動員は上がるが、映画を観ることが宣伝内容の確認になってしまってはいないかと反省したことから、『ジオウ』テレビシリーズで渡部秀が次回予告で始めて登場すると発表された際に反響が大きかったため、リアルタイムで観る人が大事であると思い、本作品でも公開まで徹底的に情報が伏せられ、映画館へ足を運んでくれた人へのご褒美としてサプライズを用意したほか、作品の根幹に『電王』の理論を用いていることから、良太郎ではなく現実における佐藤健として観るため、良太郎の登場は必須であった旨を述べている。『電王』テレビシリーズのBD発売に際してインタビューを受けた際に佐藤本人が「良太郎として写ることができない」と言ったことから写真を撮らなかったことと、本作品の台本を読んだ際に佐藤が「U良太郎ならできる」と言ったため、U良太郎として出演することとなった。

## 映像ソフト化
2019年5月8日発売。Blu-ray / DVDでリリース。
- 平成仮面ライダー20作記念 仮面ライダー平成ジェネレーションズ FOREVER DVD通常版（1枚組）
  - 映像特典
    - TRAILER
- 平成仮面ライダー20作記念 仮面ライダー平成ジェネレーションズ FOREVER DVDコレクターズパック（2枚組）
  - ディスク1：本編DVD（通常版と共通）
  - ディスク2：特典DVD
    - メイキング
    - プレミアイベント
    - 公開初日舞台挨拶
    - 大ヒット御礼応援上映会舞台挨拶
    - SPOT集
    - DATA FILE
    - POSTER GALLERY

  - 初回限定特典
    - 特製スリーブケース
- 平成仮面ライダー20作記念 仮面ライダー平成ジェネレーションズ FOREVER Blu-ray+DVDセット コレクターズパック（2枚組）
  - ディスク1：本編Blu-ray
    - 映像特典
      - メイキング
      - プレミアイベント
      - 公開初日舞台挨拶
      - 大ヒット御礼応援上映会舞台挨拶
      - SPOT集
      - DATA FILE
      - POSTER GALLERY
      - TRAILER

    - 音声特典
      - オーディオ・コメンタリー（プロデューサー：白倉伸一郎×脚本：下山健人×監督：山口恭平）

  - ディスク2：本編DVD
    - 映像特典
      - TRAILER

  - 初回限定特典
    - 特製スリーブケース

## 評価
12月21・22日のぴあ初日満足度調査では93.5点で第1位となった。

### 興行成績
12月22日から24日までの公開3日間で、観客動員数42万人、興行収入5億1,665万円をそれぞれ突破。平成仮面ライダーの映画シリーズ全体では『劇場版 仮面ライダーディケイド オールライダー対大ショッカー』に次ぐ歴代2位、冬の仮面ライダー映画では歴代1位のオープニング成績を記録した。2019年1月2日までに興行収入が10億円を突破した。また、同年1月1日から1月3日までの興行収入は1億5,875万円と、冬映画としては最高記録を樹立した。同年2月3日までの興行収入が15億円を突破した。同月24日までに興行収入が歴代平成仮面ライダーの映画単独映画としては最高となる15億4,500万円を記録。最終的な興行収入は15億6,000万円となった。

## 関連作品
『平成仮面ライダー20作 補完計画』
映画公開を記念して、2018年12月14日よりビデオパスで独占配信された特別映像。常磐ソウゴ、明光院ゲイツ、ツクヨミ、ウォズの4人が平成ライダーを紹介していくナビゲート映像。

## タイアップ・コラボレーション
法務省人権擁護局
世界人権宣言70周年を記念した第70回人権週間の啓発活動として、本映画とのタイアップポスターを制作している。
NTTドコモCMキャラ「星プロ」シリーズ
本映画とのタイアップのWEBコンテンツ『平成FOREVER! 大集合!平成と仮面ライダー』を公開している。また、本映画の作中にも「星プロ」のキャラクターがカメオ出演している。
アニメ映画『えいがのおそ松さん』
おそ松が電王、カラ松がビルド、チョロ松がW、一松がジオウ、十四松がクウガ、トド松がディケイドにそれぞれなりきったコラボレーションイラストが公開された。また、2019年2月12日にはおそ松がモモタロス、カラ松がウラタロス、一松がリュウタロス、十四松がキンタロスに「逆憑依」したという設定（チョロ松とトド松のみそのまま）のコラボレーションイラスト第2弾が公開されたほか、両作品の公式サイトではその別バージョンや「シェー」ポーズを決めるイマジンたちの姿も公開された。

## ネット配信
- 「東映オンデマンドサービス開始」の一環として、2023年1月1日11時から1月9日23時59分まで、YouTubeの「東映特撮 YouTube Official」で無料配信が行われた。